# Стеценко, Иван Яковлевич
Стеценко Иван Яковлевич (1891—1958) — военный деятель, начальник Технического управления и Управления технического снабжения ВМФ, инженер-вице-адмирал.

## Биография
Иван Яковлевич Стеценко родился 8(20) января 1891 года в селе Стецовка, ныне в черте г. Киева.
3 мая 1914 года окончил механическое отделение Морского инженерного училища семнадцатым по списку успеваемости и произведён в корабельные гардемарины-механики.
16 июля 1914 года присвоено звание инженер-механик мичман, зачислен в 1-й Балтийский флотский экипаж.
28 июня 1917 года указом Временного правительства присвоено звание инженер-механик лейтенант.
После Октябрьской революции перешёл на службу в РККФ. Участник Гражданской войны. С 1918 по 1920 год служил трюмным инженер-механиком линейного корабля «Андрей Первозванный». Весной 1918 года принимал участие в ледовом переходе кораблей из Гельсингфорса в Кронштадт. С октября 1920 по апрель 1923 года был помощником начальника, а затем до ноября 1925 года начальником мастерских транспортов «Кама» и «Красный Горн».
С ноября 1925 по октябрь 1929 года был заведующим бюро и одновременно исполнял должность помощника начальника Кронштадтского Морского завода. С 1929 по 1939 годы был главным инженер-механиком, начальником механического отдела, заместителем начальника Морского завода. За безупречное руководство неоднократно награждался ценными подарками, в 1934 году «За выполнение специального производственного задания» был удостоен почетной грамотой ЦИК СССР. В 1938 году был награждён орденом Красной Звезды.
Во второй половине 30-х годов репрессирован. Вскоре оправдан.
С января по май 1939 года был начальником 7 отдела Главного военного порта Краснознаменного Балтийского флота в Кронштадте.
В мае 1939 года был назначен начальником технического отдела Черноморского флота. В этой должности находился в течение всей Великой Отечественной войны. Руководил техническим обеспечением сил флота: судоремонтом, ремонтом видов вооружения и боевой техники, сборкой и подготовкой оружия и боеприпасов.
13 декабря 1942 года Стеценко было присвоено звание инженер-контр-адмирал, а 24 мая 1945 года звание инженер-вице-адмирал.
С мая 1945 по октябрь 1947 — заместитель начальника, а затем до 1952 года начальник Технического управления ВМФ.
С января 1952 года по октябрь 1955 года — начальник Управления технического снабжения ВМФ.
С октября 1955 года в отставке.
Умер 24 апреля 1958 года. Похоронен на Новодевичьем кладбище.

## Награды
- Орден Красной Звезды (1938)
- Орден Ленина (1945)
- Три ордена Красного Знамени (1944 — 2, 1947)
- Орден Нахимова 2-й степени (20.6.1945)
- Орден Отечественной войны 1-й степени (1942)
- Медали[2]